# Real Sociedad Meteorológica
La Real Sociedad Meteorológica (en inglés Royal Meteorological Society) remonta sus orígenes al 3 de abril de 1850 (174 años) cuando la "Sociedad Meteorológica Británica" se formó como una sociedad cuyo objeto debe ser el progreso y la extensión de la ciencia meteorológica mediante la determinación de las leyes del clima y de los fenómenos meteorológicos en general . Junto con otras nueve personas, incluyendo a James Glaisher, John Drew, Edward Joseph Lowe, Rvdo. Joseph Bancroft Reade, Samuel Charles Whitbread, Dr. John Lee, un astrónomo, de Castillo de Hartwell, cerca de Aylesbury, Buckinghamshire, fundada en la biblioteca de su casa,  la "Sociedad Meteorológica Británica", que se convirtió en el "Royal Meteorological Society". Pasó a ser la "Sociedad Meteorológica" en 1866,  cuando se incorporó Royal Charter,  y fue "Royal Meteorological Society" en 1883,  cuando "su majestad la reina Victoria" concedió el privilegio de añadir 'Royal'  al título.  Por otros 74 años, el famoso meteorólogo Luke Howard se unió a los 15 miembros de la Sociedad en su primera reunión ordinaria del 7 de mayo de 1850. A partir de 2008 cuenta con más de 3.000 miembros en todo el mundo. El Director Ejecutivo de la Sociedad es el profesor Paul Hardaker.

## Misión
Avanzar en la comprensión de las condiciones meteorológicas y del clima, la ciencia y sus aplicaciones, en beneficio de todos.

## Incorporación
Cualquier persona con un interés genuino en el tiempo y/ en el clima, su impacto o la ciencia detrás de ella, o en la interfaz con disciplinas afines, tales como hidrología y oceanografía puede unirse a la Sociedad. La Sociedad está formado por entusiastas del tiempo, profesionales, estudiantes y científicos de todo el mundo.
Hay cinco diferentes niveles de afiliación:
- Miembro Asociado
- Miembro
- Miembro honorario
- Miembro estudiante
- Miembro corporativo

Los "miembros asociados" pueden ser de cualquier edad, y no requieren ninguna experiencia específica en la meteorología. Los miembros normalmente requieren un título de formación en un tema relacionado con la meteorología, y cinco años de experiencia y deben ser nombrados por dos otros miembros. Miembro corporativo de la Sociedad: abierto a todas las organizaciones que desean apoyar los objetivos de caridad de la sociedad, ofreciendo una oportunidad para mostrar el liderazgo corporativo y desempeñar un papel activo en el apoyo al programa de Sociedad de trabajo.  Las escuelas también son bienvenidos a unirse a la Sociedad y hay muchos beneficios disponibles a las escuelas participantes; incluyen préstamos de equipo científico, educación y recursos, acceso a subvenciones para proyectos de meteorología.

### Beneficios de la incorporación
Tanto miembros y m. asociados reciben la revista mensual Weather. También pueden asistir, gratuitamente, las reuniones organizadas por la Sociedad y son elegibles para becas de viaje y de conferencias y que se propondrán para premios y premios. La incorporación a la Sociedad es una declaración formal de la competencia profesional, y ser elegido para tener derecho a utilizar el título de Miembro de la Royal Meteorological Society (FRMetS). Tanto los miembros asociados y miembros pueden votar en la Junta General y Especial Juntas Generales. Los miembros de la sociedad también tiene la oportunidad de participar en áreas variadas e interesantes del trabajo de la Sociedad.

## Programas de trabajo
La Sociedad tiene un programa muy amplio de trabajo, incluyendo:
- desarrollo de recursos educativos para las escuelas primarias y secundarias y para el maestro CPD
- promover la participación pública y el diálogo en la ciencia meteorológica y climática
- proporcionar apoyo a la política basada en la evidencia de Gobierno
- fomentar el desarrollo profesional continuo (a través de NVQ/SVQ) y ofreciendo la acreditación profesional como meteorólogo contratado (CMet)
- concesión de subvenciones y becas a jóvenes científicos que trabajan en meteorología
- reconocimiento de la excelencia a través del programa de premios internacionales
- elaboración de normas de calidad para los proveedores de servicios meteorológicos
- publicación de cinco revistas científicas internacionales
- reuniones nacionales, y programas de conferencias

## Programas de encuentros y conferencias
La Sociedad mantiene reuniones mensuales nacionales, por lo general celebrada el miércoles por la tarde, con una variedad de temas de todo el año.  here. Audio y presentaciones se llevan a cabo desde archivos de las reuniones anteriores y están disponibles en el sitio web. Durante todo el año hay reuniones los sábados, y están abiertos a los miembros, no miembros y el público en general.

## Revistas de la sociedad
La sociedad tiene una serie de publicaciones periódicas:
- Con encuentros abiertos a todos, e información sobre los temas de las reuniones se pueden encontrar en Weather:  revista mensual con muchas ilustraciones a todo color, y fotos de los especialistas y lectores en general, con interés en la meteorología. Utiliza un mínimo de matemática y de lenguaje técnico
- The Quarterly Journal of the Royal Meteorological Society:  una de las principales revistas del mundo de meteorología pública, con investigaciones originales en el campo atmosférico; con ocho números por año
- Meteorological Applications: revista para meteorólogos prácticos, meteorólogos y usuarios de servicios meteorológicos y se ha publicado desde 1994. Está dirigido a un público general; y a los autores se les pide que tener esto en cuenta al preparar los documentos
- International Journal of Climatology: tiene 15 números al año y cubre un amplio espectro de investigaciones en climatología
- Atmospheric Science Letters: una publicación electrónica solo para comunicaciones cortas

Todas las publicaciones están disponibles en línea, pero con una suscripción. No obstante, algunos "clásicos" son documentos de libre disposición en Classic papers.
La Sociedad ha lanzado recientemente theWeather CLub con el magacín theWeather Archivado el 12 de abril de 2011 en Wayback Machine.

## theWeather Club
theWeather Club Archivado el 18 de mayo de 2011 en Wayback Machine. es una organización de caridad establecida por la Sociedad en 2010.  Constituye la base de su programa de divulgación pública, y promueve la apreciación y la comprensión de las condiciones meteorológicas, con énfasis en la educación del público, especialmente los niños, sobre el tiempo y el clima. El club es la primera organización en el Reino Unido que ofrece al público general la posibilidad de compartir su entusiasmo por lo relacionado con el clima.

### Gran Experimento Británico del tiempo 2010
The Great British Weather Experiment Archivado el 25 de febrero de 2011 en Wayback Machine. fue lanzado el 13 de septiembre de 2010 por theWeather Club y la Royal Meteorological Society. El experimento tuvo como objetivo realizar el seguimiento del inicio del otoño, en las islas británicas; pidiendo a las escuelas y a miembros del público,  observaciones meteorológicas en el transcurso de un mes y grabarlos en theWeatherClub.org.uk.  Este fue uno de los experimentos más grande del tiempo en Gran Bretaña, con más de 2.000 observaciones recogidas entre el 13 de septiembre y el 13 de octubre. theWeather Club recorrió el RU, visitando 16 ciudades en 8 días, con Graham Smith de WeatherEvents.net consiguiendo de las escuelas y el público en general participar de toma de medidas. Los resultados demostraron lo variable que puede ser la temporada : vientos de 100 km/h, un día tan cálido como de verano, lluvias torrenciales y densa niebla, observados en el mes.

### Embajadores famosos y testimonios
theWeather Club Archivado el 18 de mayo de 2011 en Wayback Machine. actualmente cuenta con dos embajadores de celebridades, que han estado muy implicados en el trabajo meteorológico y ambientales a lo largo de su carrera, con el meteorólogo legendario Michael Fish y el presentador Nick Crane.
Michael Fish, comentó sobre el lanzamiento de theWeather Club en septiembre de 2010 Archivado el 25 de febrero de 2011 en Wayback Machine.  dijo: “En Bretaña estamos locos hablando del tiempo. Tal vez se trata de tener un clima variado. Los extranjeros sin duda parece asombrados de lo mucho que nos obsesionamos con el tiempo. Apenas puedo caminar por la calle sin que alguien quiera tener una conversación rápida sobre el tiempo. Así que sé este club tendrá un montón de gente que quiere participar. Por mi parte, estoy firmando para arriba!”

### Beneficios de la incorporación a theWeather Club
theWeather Club está abierto a todos y cada uno que tenga interés en el tiempo y el mundo que les rodea. Los beneficios procedentes de theWeather Club se utilizan para ayudar a cumplir los objetivos de caridad de la Real Sociedad Meteorológica, con énfasis en la educación.
Los miembros también reciben una revista trimestral con un tema de temporada, titulado 'theWeather'. La revista contiene una variedad de temas, noticias y opiniones, así como de ciencia, presentada de una manera no técnica y con el uso de impresionantes fotos. Además de la revista, es una guía de información de Meteorología coleccionable - sobre temas y un paquete de bienvenida con tarjeta de miembro y un termómetro de Galileo. Los miembros también tienen acceso al sitio web del Club, donde los miembros pueden participar en los debates y discusiones del tiempo, participar en foros, opiniones de correos, proponer ideas, enviar imágenes y compartir sus experiencias con el tiempo.

## Centros locales y grupos de especial interés
La sociedad tiene varios centros locales en todo el Reino Unido.
Hay también un número de grupos de intereses especiales que organizan reuniones y otras actividades para facilitar el intercambio de información y opiniones dentro de áreas específicas de la meteorología. Se trata de grupos informales de profesionales interesados en áreas técnicas específicas de la profesión de la meteorología. Los grupos son principalmente una forma de comunicarse en un nivel especializado.
Actuales grupos de interés especial
- Asociación de Climatólogos británicos
- Química atmosférica
- Asimilación de datos
- Problemas de la Dinámica
- Historia de la Meteorología y de Física oceanográfica
- Sistemas Meterorológicos de Observaciones
- Procesos físicos
- Meteorología y oceanografía con satélite artificial
- Pronóstico del tiempo
- Proveedores de servicios Meteo

## Presidentes
Una lista completa de aquellos que han servido como presidente de la sociedad, se incluye en la página web de la sociedad. Una lista parcial se presenta a continuación:
- 2010–presente: Tim Palmer FRS
- 2008–2010: Profesora Julia Slingo  OBE
- 2006–2008: Profesor Geraint Vaughan
- 2004–2006: Profesor Chris Collier
- 2002–2004: Dr Howard Cattle
- 2000–2002: Dr David Burridge
- 1998–2000: Profesor Sir Brian Hoskins CBE FRS
- 1996–1998: David J. Carson
- 1994–1996: John E. Harries
- 1992–1994: Paul James Mason FRS
- 1990–1992: Stephen Austen Thorp FRS
- 1988–1990: Profesor Keith Anthony Browning
- 1986–1998: Richard S. Scorer
- 1984–1986: Andrew Gilchrist
- 1982–1984: Henry Charnock CBE FRS
- 1980–1982: Philip Goldsmith
- 1978–1980: Profesor John Monteith FRS
- 1976–1978: Sir John T. Houghton FRS
- 1974–1976: Raymond Hide FRS
- 1972–1974: Robert B. Pearce FRSE
- 1970–1972: Frank Pasquill FRS
- 1968–1970: Sir John Mason FRS
- 1967–1968: F. Kenneth Hare FRSC
- 1965–1967: G.D.Robinson
- 1963–1965: John Stanley Sawyer FRS
- 1961–1963: Howard Latimer Penman
- 1959–1961: James Martin Stagg CB OBE, jefe de meteorología de la Operación Overlord en 1944
- 1957–1959: Percival Albert Sheppard FRS
- 1955-1957: Reginald Sutcliffe
- 1953–1955: Sir Graham Sutton CBE FRS
- 1951–1953: Sir Charles Normand
- 1949–1951: Sir Robert Alexander Watson-Watt CB FRS
- 1947–1949: Gordon Miller Bourne Dobson CBE FRS
- 1945–1946: Gordon Manley
- 1942–1944: David Brunt FRS
- 1940–1941: Sir George Clarke Simpson KCB FRS
- 1938–1939: Sir Bernard A Keen FRS
- 1936–1937: Francis John Welsh Whipple
- 1934–1935: Ernesto Gold DSO FRS
- 1932–1933: Sydney Chapman FRS
- 1930–1931: Rudolf Gustav Karl Lempfert CBE
- 1928–1929: Sir Richard Gregory
- 1926–1927: Sir Gilbert Walker FRS
- 1924–1915: Charles John Philip Cave
- 1922–1923: Charles Chree FRS
- 1920–1921: Reginald Hawthorn Hooker
- 1918–1919: Sir Napier Shaw FRS
- 1915–1917: Sir Henry George Lyons FRS
- 1913–1914: Charles John Philip Cave
- 1911–1912: Henry Newton Dickson DSc FRSE
- 1910–1911: Henry Mellish CB
- 1907-1908: Hugh Robert Mill FRSE
- 1905–1906: Richard Bentley
- 1903–1904: Capitán David W Barker Kt RNR
- 1901–1902: William Henry Dines FRS
- 1900: C Theodore Williams & George James Symons FRS
- 1898–1899: Francis Campbell Bayard
- 1896–1897: Edward Mawley
- 1894–1895: Richard Inwards
- 1892–1893: C Theodore Williams
- 1890–1891: Baldwin Latham
- 1888–1889: William Marcet FRS
- 1886–1887: William Ellis FRS
- 1884–1885: Robert Henry Scott FRS
- 1882–1883: Sir John Knox Laughton
- 1880–1881: George James Symons FRS
- 1878–1879: Charles Greaves
- 1876–1877: Henry Storks Eaton
- 1873–1875: Robert James Mann
- 1871–1872: John William Tripe
- 1869–1870: Charles Vincent Walker FRS
- 1867–1868: James Glaisher FRS
- 1865–1866: Charles Brooke FRS
- 1863–1864: Robert Dundas Thomson
- 1861–1862: Nathaniel Beardmore
- 1859–1860: Thomas Sopwith FRS
- 1857–1858: Robert Stephenson MP FRS
- 1855–1857: Dr John Lee FRS
- 1853–1855: George Leach
- 1850–1853 y 1864: Samuel Charles Whitbread FRS

## Ratificación delIPCC
En febrero de 2007, después del lanzamiento del Cuarto Informe de Evaluación del IPCC del Grupo Intergubernamental de Expertos sobre el Cambio Climático (IPCC),  la Real Sociedad Meteorológica emitió una aprobación del informe.  Además de referirse al IPCC como "los mejores científicos del mundo en clima", declararon que el cambio climático está ocurriendo como "el resultado de las emisiones desde la industrialización, habiendo puesto en marcha en los próximos 50 años de calentamiento de la Tierra - lo que hacemos desde ahora en determinar cómo se llegará a lo peor.”